# Pierluigi Collina
Pierluigi Collina (Bologna, 13 februari 1960) is een Italiaans voormalig voetbalscheidsrechter. Hij wordt over het algemeen beschouwd als de beste scheidsrechter aller tijden. Collina werd tussen 1998 en 2003 door de internationale federatie voor voetbalgeschiedenis en -statistieken zes keer op rij tot de beste scheidsrechter ter wereld uitgeroepen. In 2011 werd hij vanwege zijn verdiensten opgenomen in de Hall of Fame van het Italiaanse voetbal.

## Carrière
Hij behaalde een titel in de Economie in 1984 aan de Universiteit van Bologna. Gedurende zijn tienerjaren speelde hij als centrale verdediger voor een plaatselijke voetbalclub, maar in 1977 werd hem gevraagd om een scheidsrechterscursus te gaan volgen. Hier werd ontdekt dat hij zeer geschikt was voor deze rol. Binnen drie jaar floot hij op het hoogste niveau binnen de regio, terwijl hij ook in het leger moest. In 1988 mocht hij al de nationale derde divisie, de Serie C1 en de Serie C2 fluiten. Na drie jaar werd hij tot Serie B en Serie A scheidsrechter gepromoveerd. Hij maakte zijn debuut in de Serie A op 15 december 1991 in de wedstrijd Verona-Ascoli (1-0).
Rond deze tijd kreeg hij een erge vorm van alopecia, waardoor hij al zijn gezichtshaar verloor en hij zijn opvallende kale verschijning kreeg. Nadat hij in 1995 43 Serie A wedstrijden had gefloten, werd hij op de FIFA-scheidsrechterslijst geplaatst. Hij floot vijf wedstrijden op de Olympische Zomerspelen 1996, inclusief de finale tussen Nigeria en Argentinië. Ook floot hij de finale in de Champions League in 1999 tussen Bayern München en Manchester United. Hij bereikte het hoogtepunt van zijn carrière in 2002, toen hij de finale van het Wereldkampioenschap voetbal mocht fluiten. Hij mocht ook de finale van de UEFA Cup tussen Valencia en Olympique Marseille fluiten.
Het EK in 2004 was zijn laatste grote internationale optreden als scheidsrechter omdat hij de maximale leeftijd van 45 jaar had bereikt. De Italiaanse voetbalbond wilde de grote Collina niet kwijt en besloot dat hij een jaartje mocht verder fluiten in de Serie A. Dit duurde echter niet lang, want op 29 augustus 2005 besloot hij te stoppen met het fluiten van voetbalwedstrijden, nadat hij door de Italiaanse voetbalbond (FICG) overgeplaatst werd naar de Serie B wegens het aangaan van een sponsorcontract met Opel, tevens sponsor van AC Milan.
Collina werd de lieveling van de oranjefans toen hij Nederland een twijfelachtige strafschop toekende in de wedstrijd tegen Tsjechië tijdens Euro-2000, waardoor Frank de Boer de enige treffer kon scoren.
In België was hij even kop van Jut toen hij in 2003 in de EK-kwalificatiewedstrijd België-Bulgarije een fout maakte. Het stond 0-0 toen Mbo Mpenza foutief werd gestopt in het strafschopgebied. Collina gaf geen strafschop. Als België deze penalty had benut, had het zo goed als zeker het EK 2004 bereikt. Enkele maanden later gaf Collina toe dat het wel een strafschop was.
Collina werd eind december 2006 aangesteld als technisch consulent van de Italiaanse scheidsrechterscommissie. Hij coacht de scheidsrechters in de Serie A en Serie B.
Daarna werd hij de scheidsrechtersbaas bij de Europese voetbalbond UEFA. Op 1 augustus 2018 stopte hij, vanwege 'persoonlijke redenen', waarna Roberto Rosetti het van hem over nam.